# Filep Sándor
Filep Sándor (Pincehely, 1954. március 10.–) magyar festő, grafikus, zenész. A Magyar Művészeti Akadémia tagja (2004).

## Életútja
Felsőfokú tanulmányokat a budapesti Képzőművészeti Főiskolán (1976-1983) folytatott. Blaski János volt a mestere. Diplomájának kézhezvétele után bekerült tanítani a Képzőművészeti Főiskolára, később hazai és külföldi ösztöndíjak segítették munkásságát. 1996-2001 közt a székesfehérvári Szent Korona Galériában volt művészeti vezető. Mind a rajznak, mind a festésnek mestere. Magába szívta korábbi századok és a 20. század jeles stílusirányait, sokoldalúságával, egyediségével modern korunk reneszánsz embere, egyszerre összefoglaló és részletező, monumentális sorozatait kiváló kompozícióteremtő készséggel alkotja meg. Munkásságát leginkább csak külföldön, elsősorban Svédországban ismerik. Itthon kisebb méretű grafikáit, rajzait, vázlatait, terveit tudja bemutatni.
Nevezetes sorozatot készített az alapi elmegyógyintézet lakóiról (1986-86), Robert Fludd orvos életéről Jegyzetek Robert Fludd életéből (1992) címen, Tolnay Klári 1996-os portréját 3 négyzetméteres képen jelenítette meg, a méretnöveléssel döbbenetes hatást ért el. Az 1956-os forradalom ábrázolásához több tervet is készített Melocco Miklóssal. Köztéri művészetével is kitűnik, 2009-ben avatták fel a megváltás kegyelmét közvetítő festményeit az öreghegyi plébánia templomban.  Képzőművészeti tevékenysége mellett 1979 óta rendszeresen gitározik, évente 3-4 koncerten szerepel főleg a Filep Quartett és a Fine Art Ensemble együttesekben. Balatonalmádiban él és alkot.

## Főbb műveiből[4]
- Korpuszok (1984);
- Az alapi elmegyógyintézet lakói (1985);
- Jegyzetek Robert Fludd életéből (1986);
- Sierra Pelada (1988);
- Amerikai anzix (1986);
- Abraxas (1989);
- Tolnai-Baudelaire (1997);
- Dürer-emléklapok (1998);
- Tűz és vér (1999);
- Dali parafrázisok (1999);
- Apokalipszis (2001);
- Cyrano (2003);
- Csendélet tanulmány (2002);
- A művészet (2004);
- Balatonalmádi Anzix (2007);
- Venus (2010).

## Köztéri alkotásaiból
- Dali-parafrázisok, Dalí Café, Dunaújváros;
- A megváltás kegyelmét közvetítő festmények, öreghegyi plébánia templom (2009).

## Kiállításai (válogatás)[5]

### Egyéni
- 1980 • Barcsay Terem, Budapest
- 1986 • Festészeti Fesztivál, Cagnes-sur-Mer, Franciaország
- 1988 • Konst Massan, Sundsvall, Svédország
- 1990 • Collegium Hungaricum, Bécs • Uitz Terem, Dunaújváros
- 1992 • Megyei Művelődési Központ, Székesfehérvár • Bagolyvári Galéria, Balatonfüred
- 1993 • Művelődési Ház, Zsámbék
- 1994 • Fővárosi Képtár, Budapest
- 1996 • Görög templom, Vác • Lámpás Galéria, Zsámbék • Szent Korona Galéria, Székesfehérvár
- 1997 • Art East Galéria, Balatonfüred • Kapoli Múzeum, Balatonlelle

### Csoportos
- 1980 • Stúdió '80, Műcsarnok, Budapest
- 1981 • Stúdió '81, Ifjúsági Ház, Szeged
- 1985 • Derkovits-ösztöndíjasok kiállítása, Műcsarnok, Budapest
- 1986, 1987 • Derkovits-ösztöndíjasok kiállítása, Ernst Múzeum, Budapest
- 2005 • Mozgásban,[6]  Ateliers Pro Arts / A.P.A. Galéria, Budapest

## Művei közgyűjteményekben (válogatás)
- Fővárosi Képtár, Budapest;
- Szent István Király Múzeum, Székesfehérvár;
- Janus Pannonius Múzeum, Pécs;
- Magyar Nemzeti Galéria, Budapest;
- Layota Gyűjtemény (Svédország);
- Tragor Ignác Múzeum, Vác.

## Díjak, elismerések
- Hermann Lipót-díj (1980);
- Smohay-ösztöndíj (1983);
- Derkovits-ösztöndíj (1985-1987);
- Takács Lajos Layota Art-ösztöndíja [SVE] (1987, 1997-98);
- Lánczos Kornél-Szekfű Gyula-ösztöndíj (1995);
- Koller-díj (1998);
- Layota Art ösztöndíj, Svédország (1987-2000)